# Терес
Терес (также Терес I и Терей; др.-греч. Τήρης) — правитель фракийского племени одрисов, живший в VI—V веках до н. э.
Терес воспользовался благоприятной внешнеполитической ситуацией, когда в ходе скифского похода Дария I, а также греко-персидских войн, соседи и естественные соперники одрисов были ослаблены. Он смог создать могущественное Одрисское царство, которое занимало большую часть Фракии, включая западное побережье Понта Эвксинского от Босфора до устья Истра (большая часть современной Болгарии и юго-восточная часть Румынии).
Античные источники представляют Тереса воинственным и целеустремлённым правителем, который сумел создать на территории Фракии мощное государство из разрозненных и постоянно воюющих между собой племён. Первый царь одрисов был не только храбрым воином, но и мудрым дипломатом, который находил общий язык как с племенным союзом скифов, так и с восточной монархией персов. Впоследствии, при правлении сына Тереса Ситалка, на некоторое время Одрисское царство стало союзником Древних Афин. Чтобы оправдать в глазах демоса договорные и союзнические отношения с варварами, в Афинах «обожествили» предков Ситалка, представив родоначальником рода сына бога войны Ареса Терея.

## Биография
Терес был первым зафиксированным в античных источниках правителем фракийского племени одрисов, которое жило на равнине Гебра. Последующие правители созданного Тересом Одрисского царства в историографии именуются Тересидами. В историографии имеются различные версии относительно дат жизни Тереса. Лукиан со ссылкой на Феопомпа писал, что Терес умер в возрасте 92 лет. К. Вебер считал, что Терес умер в 445 году до н. э., Фол А., C. Йорданов и Д. Попов — в 448 году до н. э. Один из аргументов такой датировки основан на времени свадьбы дочери Тереса и скифского царя около 500 года до н. э. В таком случае на 500-й год у него была взрослая дочь замужнего возраста, что предполагает возраст около 40 лет или более. Соответственно, Терес мог родиться не позднее 540 года до н. э., а в 448 году до н. э. ему было бы 92 года. Другие авторы приводят более ранние датировки. М. Тачева определила время правления Тереса «ок. 515 — ок. 470 ? годами до н. э.». К. А. Анисимов считает, что смерть Тереса наступила в 471/470 году до н. э. или ранее. Соответственно, его рождение он датировал периодом между 563 и 569 годами до н. э. Предположения М. Тачевой и К. А. Анисимова основаны на нумизматических исследованиях В. Анохина, который датировал первые монеты преемника Тереса Спарадока временем «до 470 года до н. э.». По одной из версий, Спарадок стал парадинастом в южной части государства ещё при жизни Тереса, где наладил процесс чеканки собственных монет. И. Лазаренко приводит обе версии дат жизни Тереса не отдавая предпочтение какой-либо из них.
Впервые в античных источниках одрисы упомянуты у Геродота при описании скифского похода Дария I 513 года до н. э. Античный историк писал, что когда Дарий достиг реки Артеск (историки отождествляют её с Ардой или с одним из притоков Тунджи), которая протекает через земли одрисов, то приказал каждому воину положить камень в определённое им место. Персы ушли оставив после себя огромные груды камней. С. Йорданов отмечал, что для того чтобы достигнуть Артеска и исконных земель одрисов Дарий был вынужден отойти от побережья и направиться вглубь Фракии. Такой, на первый взгляд, странный манёвр персидского войска он объяснял тем, что уже к VI веку до н. э. одрисы были одним из наиболее сильных фракийских племён. Дарий I был вынужден изменить маршрут, чтобы, как минимум, заручиться их нейтралитетом, дабы не оставлять в тылу своих войск сильного врага. Историки выдвигают несколько версий относительно груд камней, которые по приказу Дария I насыпали персидские воины. Действие могло иметь как ритуальный, так и психологический характер по устрашению одрисов, обозначить границы империи Ахеменидов.
Предположительно, Терес застал поход Дария I через Фракию и занимал на то время важное положение в племени одрисов. В источниках нет каких-либо свидетельств о вооружённых столкновениях одрисов с персами, также античные авторы не называют одрисов в числе покорённых Ахеменидами народов. Предположительно, персы не делали попыток захватить труднодоступные внутренние фракийские области и одрисы сохранили независимость. Одновременно они воздержались от прямой конфронтации с персами, в отличие от других племён, например, гетов. Главным итогом похода Дария I стало распространение его власти на причерноморскую Фракию, земли которой вошли в сатрапию Скудра на юго-восточных границах земель одрисов.
Персы значительно ослабили основных противников одрисов: геты на северо-востоке были ослаблены поражением, гегемония пеонов на северо-западе — ликвидирована, также были ослаблены апсинтии на юго-востоке. В 499—496 годах до н. э. скифы совершили поход к Херсонесу Фракийскому. По пути туда и обратно они должны были проходить Фракию. Геродот упоминает о браке между скифским царём Ариапифом и дочерью Тереса, который закреплял союз между двумя народами. Остаётся неясным, состоялся ли этот брак до похода скифов на Херсонес Фракийский или после. В первом случае, одрисы бы согласились предоставить беспрепятственный поход скифов к Херсонесу Фракийскому и оказывать соответствующую помощь. Во втором, одним из условий брака мог стать уход скифов из Фракии и разграничение сфер влияния. Вне зависимости от датировки свадьбы, между одрисами и скифами был заключён прочный мир. Границей между Одрисским царством и скифами на длительное время стал Дунай. Последующее падение власти персов на европейском побережье Чёрного моря дало возможность одрисам начать территориальную экспансию.

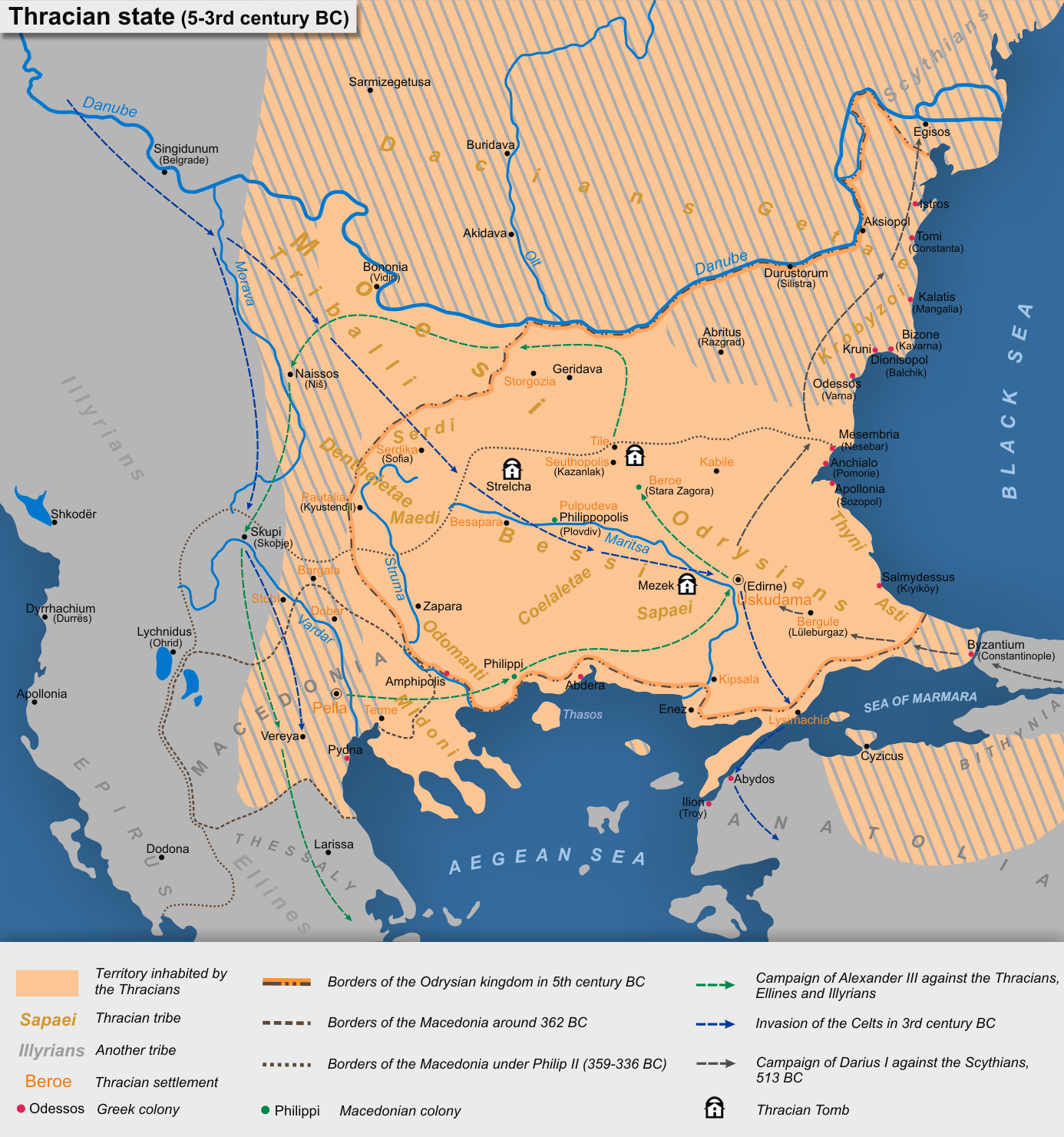
Предположительные границы Одрисского царства в V веке до н. э.

Терес создал могущественное Одрисское царство, которое занимало большую часть Фракии, включая западное побережье Понта Эвксинского от Босфора до устья Истра (большая часть современной Болгарии и юго-восточная часть Румынии). К. Вебер датировал создание Одрисского царства 460 годом до н. э., С. Йорданов называл «условной общепринятой в литературе датой основания Одрисского царства» 480-й год до н. э. В этот год персы были побеждены при Саламине, а Ксеркс позорно бежал в Азию. Фракийские владения Ахеменидов вскоре вошли в состав Одрисского царства. В источниках нет информации о всех военных кампаниях Тереса. Ксенофонт приводит рассказ царя Севта II, о поражении, которое его предок потерпел от финов, племени на северо-востоке Фракии. Из данного сообщения не следует, что фины смогли сохранить самостоятельность. Предположительно, после отчаянного сопротивления племя было покорено Тересом или кем-то из его преемников.
Завоевание Фракии и выход на побережье Пропонтиды закономерно привели к появлению и развитию контактов между одрисами и древнегреческой цивилизацией. Для греческих полисов на побережье Понта Аполлонии Понтийской, Месембрии, Одессоса, Каллатиса, Дионисополя, Том и Истрии создание единого фракийского государства стало фактором, который способствовал росту торговли и благосостояния. По мнению С. Йорданова, к времени правления Тереса относятся первые контакты между одрисами и Афинами, а также создание между ними некоего внешнеполитического союза. Возможно, зафиксированное Гесихием предание о нападении «царя скифов» Одриса на Византий, которое произошло во времена аргонавтов, отображает события V века до н. э. Несмотря на длительное правление и большую территорию, которой управлял Терес, монет, отчеканенных от его имени, не найдено.
После смерти Тереса его преемником стал Спарадок. По одной из версий, царство было поделено между Спарадоком и Ситалком, который впоследствии вновь воссоединил его после смерти брата. По другой версии, Спарадок был парадинастом, а не царём. В таком случае преемником Тереса был Ситалк.

## Семья

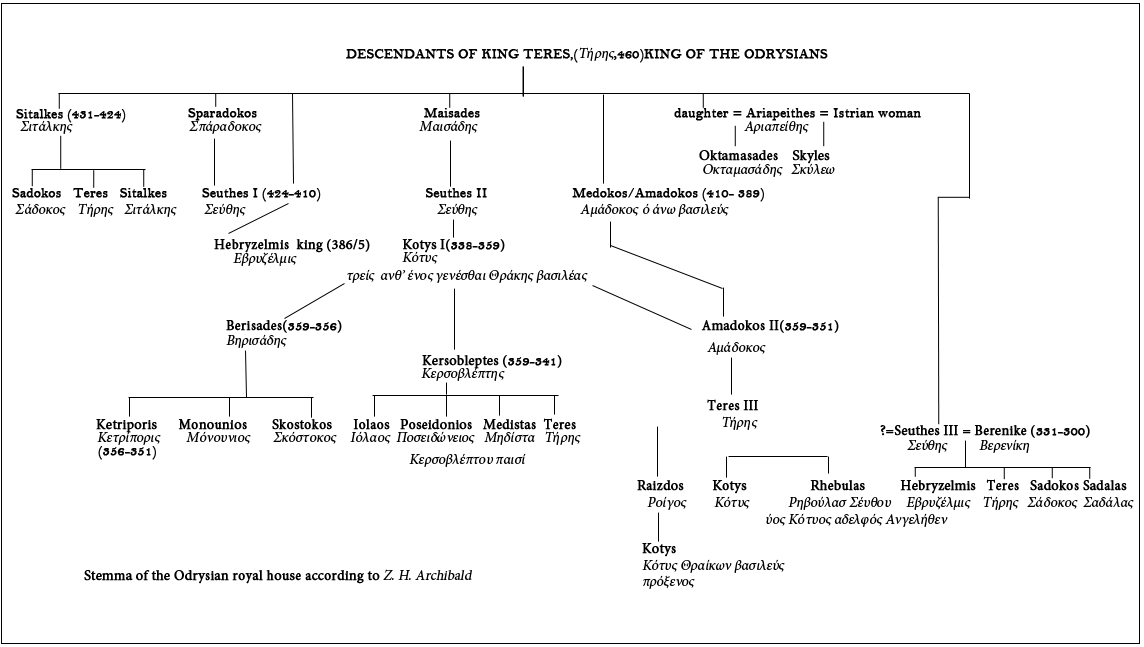
Предположительное генеалогическое древо Тереса

В источниках нет каких-либо данных о жене или жёнах Тереса. Не исключено, что с целью заключения династических союзов он женился на представительнице скифской правящей фамилии, а также взял в супруги персиянку. Следы персидского влияния находят отображение в ономастиконе одрисских царей, чьи имена имеют иранские корни. Также, о контактах одрисов и персов свидетельствуют археологические находки.
Историкам неизвестно количество детей Тереса. Античные источники упоминают дочь Тереса, которую выдали замуж за скифского царя Ариапифа. Геродот называет царя Ситалка «сыном Тереса». Также, согласно данным нумизматики преемником Тереса был, предположительно его сын, Спарадок. И. Лазаренко отмечал, что в отличие от Ситалка Спарадок нигде не назван «сыном Тереса». Соответственно, не исключено, что он был не сыном, а зятем первого одрисского царя. Также Геродот упоминает о брате Ситалка, который был вынужден бежать в Скифию к сестре. Когда сын Ариапифа Скил был свергнут своим братом Октамасадом, то бежал в Одрисское царство. Октамасад был готов вторгнуться во Фракию, однако Ситалк предложил обменять Скила на брата, что и предотвратило войну. На основании вышеизложенного М. Тачева считала, что у Тереса было по меньшей мере четыре ребёнка — сыновья Спарадок, Ситалк и неназванный по имени сын-беглец, а также дочь — царица скифов.
Список из четырёх детей Тереса неполный. Он не даёт возможность построить генеалогическое древо царей Одрисского царства после 410 года до н. э., которые возводили свой род к Тересу. По одной из версий, сыном Тереса был отец Севта II Майсад. Также, потомками не зафиксированных в источниках детей Тереса могли быть цари Амадок I, Хебризельм, Севт III и другие.

## Оценки. Память
Современные историки согласны с пассажем Фукидида: «Терес, отец Ситалка, был первым основателем великого Одрисийского царства, включавшего большую часть Фракии (хотя многие фракийские племена оставались независимыми)». В данном случае античный историк подчёркивал, что хоть одрисы существовали и до Тереса, именно при его правлении они создали могущественное государство. C. Йорданов отмечает, что, в отличие от Фукидида, Диодор Сицилийский считал истинным создателем мощного Одрисского царства Ситалка: «Ситалк, царь фракийцев, хоть и правил небольшим государством, мужеством и мудростью значительно расширил свою власть. Справедливо повелевая своими подданными, будучи храбрым в бою и одарён военными талантами, он думал об увеличении своих владений. Наконец, он достиг такой силы, что стал править более обширной территорией, чем та, которой обладали во Фракии цари, его предшественники». По мнению историка, V век до н. э., на который приходится правление Тереса и Ситалка, в истории Фракии характеризовался созданием крупного территориального образования Одрисского царства, которое включило в себя ранее существовавшие небольшие племенные союзы.
Источники представляют Тереса воинственным и целеустремлённым правителем, который сумел создать на территории Фракии мощное государство из разрозненных и постоянно воюющих между собой племён. Плутарх даже приписал Тересу выражение, «что когда он не воюет, а живет в праздности, то кажется себе не лучше простого конюха». Его царство внушало страх и уважение своим соседям от кочевых скифов до высокоразвитых Афин. Одновременно Терес был не только храбрым воином, но и мудрым дипломатом. Он сумел наладить хорошие взаимоотношения как с племенным союзом скифов, так и с восточной монархией персов. Тем самым он не только сохранил силы для последующего завоевания Фракии, но и обеспечил их невмешательство во внутрифракийские дела. В то время как Терес создавал Одрисское царство греки не могли воспрепятствовать возникновению мощного государства. Древние Афины сами были заняты становлением морского союза и войной с персами в Эгейском море, возможно, видели в новом государстве выгодного торгового партнёра. Такого мнения придерживались историки Х. Данов, Г. Кацаров и М. Ростовцев. А. Фол, напротив, считал его неверным.
О могуществе Одрисского царства также, по мнению С. Я. Лурье, косвенно свидетельствует «признание» за Тересом и его потомками греческих корней. Подобно тому, как царя Македонии Александра I греки согласились считать чистокровным эллином и допустили на Олимпийские игры, а персидских царей — потомками мифологического героя Персея, так и Терес, в интерпретации С. Я. Лурье, «стал» потомком сына бога войны Ареса Терея. Весьма причудливым образом Терес попал и в древнегреческую литературу. В период сближения Древних Афин и Одрисского царства во время правления Ситалка, Софокл создал трагедию «Терей», где главным героем выступал мифологический фракийский царь и легендарный прародитель Ситалка и одрисских царей. Такая героизация предков Ситалка оправдывала в глазах демоса договорные и союзнические отношения Афин с варварами. В своей «Истории» Фукидид был даже вынужден подчеркнуть, что Терес не идентичен мифологическому Терею.
В 2004 году болгарский археолог Г. Китов обнаружил золотую маску V века до н. э., которая возможно принадлежала Тересу. В 2005 году именем Тереса был назван хребет острова Ливингстон в Антарктике.

### Исследования
- Анисимов К. А. Внутренние и внешние аспекты образования Одрисского царства и проблема локализации первоначальной племенной территории одрисов // Исторический формат. — 2020. — Вып. 24, № 4. — С. 98—114. — ISSN 2411-9415.
- Анисимов К. А. Установление одрисской гегемонии на севере Балканского полуострова в V веке до н.э. // Исторический формат. — 2021. — Вып. 26, № 2. — С. 97—112. — ISSN 2411-9415.
- Анисимов К. А. Фракийский царь Котис I. Происхождение // Классическая и византийская традиция. 2022. Сборник материалов XVI международной научной конференции. — Белгород: Общество с ограниченной ответственностью Эпицентр, 2022. — С. 12—18.
- Анисимов К. А. Дипломатия одрисов: между скифами и персами // Тульский научный вестник. Серия История. Языкознание. — 2022. — Вып. 2, № 10. — С. 20—30. — doi:10.22405/2712-8407-2022-2-20-30.
- Йорданов С.[болг.]. «Терес, пръв могъщ базилевс на одрисите…» (Към проблема за формирането на Одриското царство) (болг.) // Палеобалканистика и старобългаристика. Втори есенни международни четения ”Професор Иван Гълъбов“. — Велико Търново, 2001. — С. 565—578.
- Златковская Т. Д. Возникновение государства у фракийцев VII—V вв. до н. э. / ответственный редактор С. А. Токарев. — М.: Наука, 1971.
- Лазаренко И. Скитите в Тракия (VII в. пр. н.е. – I в. от н.е.) (болг.). — Варна: Онгъл, 2015. — Т. Част 1. — ISBN 978-619-7079-69-2.
- Лурье С. Я. История Греции / Составитель, автор вступительной статьи Э. Д. Фролов. — СПб.: Издательство С.-Петербургского ун-та, 1993. — 658 с. — 800 экз. — ISBN 5-288-00645-8.
- Попов Д.[болг.]. Траки, Изток (болг.). — Запад, 2011.
- Тачева М.[болг.]. Царете на древна Тракия (болг.). — София: АГАТО Publishers, 2006. — Т. 1. — 244 с. — ISBN 954-8761-73-4.
- Фол А.[болг.]. Политическа история на Траките (болг.). — София: Наука и изкуство, 1972.
- Arcibald Z. H. The Odrysian Kingdom of Thrace. Orpheus Unmasked (англ.). — Oxford: Clarendon Press, 1998. — ISBN 0-19-815047-4.
- Weber C. The Thracians 700 BC — AD 46 (англ.). — Oxford: Osprey Publishing Ltd, 2001. — ISBN 1-84176-329-2.